# Gonia quadriseta
Gonia quadriseta är en tvåvingeart som beskrevs av Becker 1908. Gonia quadriseta ingår i släktet Gonia och familjen parasitflugor.
Artens utbredningsområde är Kanarieöarna. Inga underarter finns listade i Catalogue of Life.